# Mi primera boda
Mi primera boda es una película argentina de comedia y romance estrenada en 2011, dirigida por Ariel Winograd y protagonizada por Natalia Oreiro y Daniel Hendler.
La película recibió críticas positivas y fue la tercera película argentina más taquillera de 2011. Recibió cuatro nominaciones al Premio Sur y dos al Cóndor de Plata.

## Sinopsis
Mi primera boda es la historia del casamiento de Leonora (Natalia Oreiro) y Adrián (Daniel Hendler). Una fiesta clásica, con vestido impecable, torta de cuatro pisos y en un lugar soñado. Hasta que Adrián comete un pequeño error que decide ocultar a su novia para evitar problemas. Pero lejos de evitarlos, complica más las cosas poniendo en riesgo la fiesta y el futuro matrimonio de la pareja. Como en toda boda se suman accidentes, familia, caos, amigos, equivocaciones y la presencia obligada de quienes no deberían haber estado allí nunca – incluyendo a un antiguo amor de Leonora, Miguel Ángel (Imanol Arias).

## Reparto
- Natalia Oreiro como Leonora Campos.
- Daniel Hendler como Adrián Meier.
- Imanol Arias como Miguel Ángel Bernardo.
- Pepe Soriano como Lázaro.
- Martín Piroyansky como Fede.
- Muriel Santa Ana como Inés.
- Gabriela Acher como Raquel de Meier.
- Soledad Silveyra como Marta.
- Gino Renni como Raúl Meier.
- Marcos Mundstock como padre Patricio.
- Daniel Rabinovich como rabino Mendl.
- Elisa Carricajo como Micaela 'Mica'.
- Guillermina García Satur como Agustina.
- María Alché como Lala.
- Luz Palazón como María.
- Sebastián De Caro como Sebastián.
- Alan Sabbagh como Mariano.
- Clemente Cancela como Esteban.
- Pochi Ducasse como Delia.
- Chela Cardalda como Chuchi.
- Chang Sung Kim como Tiang Bei.
- Mora Furtado como amiga de Marta.

## Producción
El proyecto surgió del propio casamiento del director Ariel Winograd con la productora Nathalie Cabiron. Después de un año y medio, Winograd tenía cuatro versiones del guion de Mi primera boda, hasta que el guionista Patricio Vega se unió al proyecto para encargarse del él. "Mi respuesta –sincera- fue que me gustaba mucho la idea, pero para nada el guion", comentó Vega, a quien Winograd le ofreció empezar a escribir el guion desde cero. El proceso desde el surgimiento de la idea hasta el final de la producción tardó casi cuatro años.
Durante el casting de la película, el actor Pepe Soriano después de leer el guion le dijo a Winograd: "Yo ahora no hago comedias, pero esta la voy a hacer". El director también destacó la gran conexión desde el primer ensayo entre Daniel Hendler y Natalia Oreiro, quienes nunca se habían conocido anteriormente. Para su papel, Hendler aprendió a andar a caballo durante tres meses. Winograd y Vega escribieron el personaje de Hendler pensando en él para interpretarlo. El personaje de Martín Piroyansky también fue escrito para él, que ya había trabajado antes con Winograd. Contrastando con los actores ya consagrados, el director también incluyó actores que descubrió en el teatro como el disc jockey, Elisa Carricajo (quien interpreta a la exnovia del protagonista) y el remisero.
El director de arte, Juan Cavia, trabajó durante dos años antes del rodaje. Pasó un año y medio antes de que el equipo encontrara la estancia Villa María, situada en Máximo Paz, provincia de Buenos Aires. "Cuando encontramos ese lugar, dijimos: 'Esto se hace acá o no se hace'. Queríamos hacer una película que se vea linda, con gente bien vestida", comentó Winograd. La filmación empezó el 7 de marzo de 2011. Al igual que la anterior película del director, Cara de queso (2006), Mi primera boda se filmó en una sola locación, el salón de fiestas.
Además de basarse en su vida, Winograd reconoce la influencia del cine estadounidense en la realización de Mi primera boda. Las escenas del casamiento de El padrino sirvieron de guía a Winograd que comentó: "Vimos El padrino y dijimos: 'Esto se monta así'". Otras de las referencias cinematográficas citadas por el director incluyen Los excéntricos Tenenbaum, Mi novia Polly, Alta fidelidad y El padre de la novia.

## Estreno
Mi primera boda se estrenó en toda la Argentina el 1 de septiembre de 2011. En su primera semana de estreno alcanzó el tercer puesto en el ranking de recaudación con 70.790 espectadores. Fue la segunda película más vista en Argentina en el mes de septiembre con 251.688 espectadores, detrás de Destino final 5, y la tercera película nacional más comercial del cine argentino en 2011. La película también fue estrenada en los cines de Uruguay, Brasil, Estados Unidos, España, Puerto Rico y Venezuela.
En Argentina, Mi primera boda recaudó un total de 6.423.017,86 pesos argentinos (299.601 espectadores).
Fue distribuida en toda Latinoamérica por Disney y en Estados Unidos por la distribuidora independiente Seventh Art Releasing.

## Crítica
La película recibió críticas positivas en general, según el sitio Todas las Críticas el 86% de las reseñas fueron positivas, basándose en 44 críticas.
Según la opinión del diario argentino La Nación, la película es clasificada como "buena": "Producción de impecable factura (arte, fotografía, musicalización), Mi primera boda es una buena película, disfrutable y recomendable, pero que al mismo tiempo deja la sensación de que -por los recursos disponibles y por el talento de sus hacedores- podría haber funcionado todavía mejor". Miguel Frías del diario Clarín escribió: "El elenco (con Natalia Oreiro y Daniel Hendler a la cabeza), la producción y la resolución técnica son impecables. El ritmo, sostenido; con pasajes ácidos, mordaces", pero criticó el guion mencionado que "el guion funciona de a ráfagas: como si no alcanzara a estar a la altura de las virtudes mencionadas".

## Premios
| Año  | Premio                  | Categoría                 | Receptor(es)                | Resultado |
| ---- | ----------------------- | ------------------------- | --------------------------- | --------- |
| 2011 | Premio Sur              | Mejor actor de reparto    | Martín Piroyansky           | Nominado  |
| 2011 | Premio Sur              | Mejor fotografía          | Félix Monti                 | Nominado  |
| 2011 | Premio Sur              | Mejor diseño de vestuario | Ana Markarian               | Nominada  |
| 2011 | Premio Sur              | Mejor música original     | Dario Eskenazi, Lucio Godoy | Nominados |
| 2012 | Premios Cóndor de Plata | Mejor actor de reparto    | Martín Piroyansky           | Nominado  |
| 2012 | Premios Cóndor de Plata | Mejor diseño de vestuario | Ana Markarian               | Nominada  |